# Hickson 59

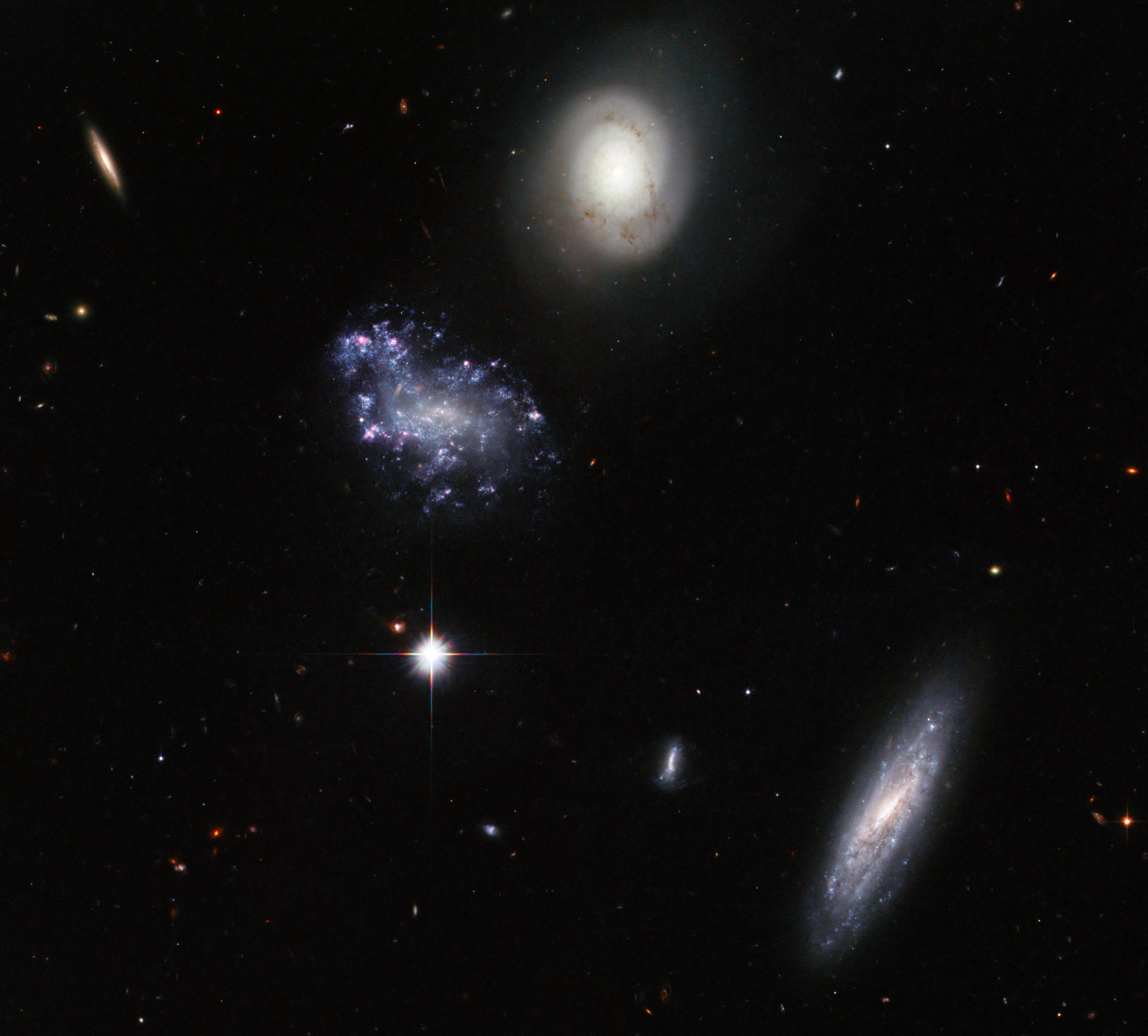
Galaktyki należące do grupy Hickson 59 (HST)

Hickson 59 – zwarta grupa galaktyk powiązanych ze sobą grawitacyjnie.  Została skatalogowana przez Paula Hicksona w jego katalogu pod numerem 59. Znajduje się w konstelacji Lwa.
Hickson 59 znajduje się w odległości 180 milionów lat świetlnych od Ziemi. Grupa ta zawiera pięć galaktyk: trzy spiralne, jedną eliptyczną oraz jedną nieregularną.

## Galaktyki grupy
| Nazwa     | Typ | Rektascensja (J2000) | Deklinacja (J2000) | Redshift (km/s) | Wielkość gwiazdowa |
| --------- | --- | -------------------- | ------------------ | --------------- | ------------------ |
| IC 737    | Sa  | 11h 48m 27,53s       | +12° 43′ 38″       | 4109 ± 31       | +14,82             |
| IC 736    | E0  | 11h 48m 20,116s      | +12° 42′ 59,46″    | 4004 ± 26       | +15,6              |
| PGC 36871 | Sc  | 11h 48m 32,45s       | +12° 42′ 19,1″     | 4394 ± 26       | +15,9              |
| PGC 36867 | Im  | 11h 48m 30,66s       | +12° 43′ 47,3″     | 3635 ± 35       | +16,0              |
| PGC 36851 | Scd | 11h 48m 19,41s       | +12° 45′ 27,1″     | 24213 ± 20      | +17,0              |